# Modelado de ruido
El Modelado de ruido es una técnica usada en el procesamiento digital de audio, imagen y video, usualmente en combinación con el tramado, como parte del proceso de cuantización o de reducción de la profundidad de bits de una señal digital. Su propósito es aumentar la relación señal a ruido aparente de la señal resultante. Esto lo logra mediante la alteración del espectro de la señal de ruido que es introducido por el tramado y la cuantización de tal manera que la potencia de ruido está en un nivel más bajo en las bandas de frecuencia en la que el ruido que se percibe como más deseable y a su nivel más alto respectivo en las bandas donde se percibe como menos deseable. Un popular algoritmo de modelado de ruido que se utiliza en el procesamiento de imágenes es el algoritmo de Floyd-Steinberg, y muchos algoritmos de modelado de ruido utilizados en el procesamiento de audio se basan en el modelo de umbral de audición.

## Funcionamiento
El modelado de ruido trabaja colocando el error de cuantization en un bucle de retroalimentación. Cualquier bucle de este tipo funciona como un filtro, por lo que la señal de error puede ser filtrada, como se desee. El ejemplo más sencillo de esto puede expresarse en forma matemática de este modo:
{\displaystyle \ y[n]=x[n]+e[n-1],}
donde y el valor de muestra de salida que será cuantizado, x es el valor de la muestra de entrada, n es el número de la muestra y e es el error de cuantización error cometido en la muestra previa.
Esencialmente, cuando se reduce la profundidad de bits de cualquier muestra, se mide el error de cuantificación entre el valor redondeado (truncado) y el valor original, y se almacena. Ese "valor de error" se añade a continuación a la siguiente muestra antes de su cuantización.
El efecto es que el error de cuantificación en sí (y no la señal válida) se pone en un bucle de retroalimentación. Este sencillo ejemplo es el de un filtro de Butterworth de primer orden o de un filtro que atenuación progresiva de 6 dB por octava. La frecuencia de corte del filtro puede ser controlada por la cantidad del error de la muestra anterior que se realimenta. Por ejemplo, cambiando el valor para A1 en the fórmula:
{\displaystyle \ y[n]=x[n]+A_{1}e[n-1]}
se cambiará la frecuencia a la cual está centrado el bucle o lazo de retroalimentación.
Pueden ser usados algoritmos más complejos que utilizan más muestras del valor de error de retroalimentación "errores" para crear curvas más complejas. La fórmula:
{\displaystyle \ y[n]=x[n]+\sum _{i=1}^{9}A_{i}e[n-i]}
representa el funcionamiento de un modelador de ruido de noveno orden, lo que permite un modelado más complejo.
El modelado de ruido siempre implica una cantidad apropiada de tramado en el propio proceso a fin de evitar errores determinables y correlacionados con la propia señal. Si el tramado no se utiliza entonces el modelado de ruido funciona meramente como modelado de distorsión empujando la energía de distorsión en torno a diferentes bandas de frecuencia, pero es aún distorsión. Si se añade tramado al proceso como:
{\displaystyle \ y[n]=x[n]+A_{1}e[n-1]+\mathrm {d} }
donde {\displaystyle d} es el tramado, entonces el error de cuantización llega a ser considerado como ruido, y el proceso, de hecho, produce su modelado.

## Modelado del ruido en el audio digital
El modelado de ruido para señales de audio se efectúa con mayor frecuencia como un esquema de reducción de bits. El error de cuantización de tramado lineal es ruido blanco, plano. El oído, sin embargo, es menos sensible a ciertas frecuencias que otros a niveles bajos. Mediante el uso del modelado del ruido podemos dispersar eficazmente el error de cuantización para que la mayor parte de éste se centre en frecuencias que inaudibles y el resto en las audibles. El resultado es que, cuando el oído es más crítico, el error de cuantización se puede reducir en gran medida y donde nuestros oídos son menos sensibles al ruido, ese error es mucho mayor. Esto puede dar una reducción del ruido percibido de 4 bits en comparación con el tramado lineal.

### El modelado de ruido y los convertidores de 1-bit
Desde 1989, los moduladores Sigma-Delta de 1 bit se han utilizado en los convertidores analógico a digital. Esto implica muestrear el audio a una velocidad muy alta como, por ejemplo, a 2,8224 millones de muestras por segundo, pero solo con un único bit. Como sólo se utiliza 1 bit, el convertidor sólo tiene 6,02 dB de rango dinámico. El ruido, sin embargo, se extiende a lo largo de todo el rango "legal" de frecuencias por debajo de la Frecuencia de Nyquist de 1,4112 MHz. Esto se traduce en un rango dinámico de ancho de banda de sólo 7,78 dB, pero no es coherente entre las bandas de frecuencia, y en las frecuencias más bajas (el rango audible) el rango dinámico es mucho más grande (más de 100 dB). El modelado de ruido está intrínsecamente incorporado en los moduladores delta-sigma.
El convertidor de 1 bit es el fundamento del formato DSD de Sony. Una de las críticas hacia el convertidor de 1 bit (y por lo tanto al sistema de DSD) es que debido a que sólo 1 bit se utiliza tanto en la señal y el bucle de realimentación, no se pueden utilizar cantidades adecuadas de tramado en el bucle de realimentación y la distorsión puede ser oída en ciertas condiciones. La mayoría de convertidores A/D hechos desde el año 2000 hacen uso moduladores sigma-delta de múltiples-bits o de varios niveles que producen más de 1 bit de salida para que el tramado adecuado se puede añadir en el bucle de realimentación. Para el PCM tradicional la señal es muestreada después a a 44 100 muestras por segundo u otras frecuencias de muestreo apropiadas.